# محمدحسین صفار هرندی
محمدحسین صفار هرندی (زادهٔ ۱۳۳۲ تهران) نظامی، سیاست‌مدار و روزنامه‌نگار ایرانی و از اعضای مجمع تشخیص مصلحت نظام است که از سال ۱۳۸۴ تا ۱۳۸۸ وزیر فرهنگ و ارشاد اسلامی و از سال ۱۴۰۰ تا ۱۴۰۳ عضو و رئیس شورای نظارت بر صدا و سیما بود. 
وی در سال ۱۳۵۲ در رشتهٔ راه و ساختمان دانشگاه علم و صنعت پذیرفته و وارد این دانشگاه شد. سپس در سال ۱۳۷۲ دورهٔ دانشکدهٔ فرماندهی و ستاد سپاه و در سال ۱۳۷۳ دورهٔ نظری مدیریت استراتژیک (بدون ارائهٔ پایان‌نامه دکتری) را به پایان رساند. وی عضو رسمی سپاه پاسداران است و تا سال ۱۳۸۲ به‌طور تمام وقت در این نهاد مشغول کار بود، سپس به صورت مأمور به روزنامه کیهان رفت. محمود احمدی‌نژاد در تاریخ ۲۳ مرداد ۱۳۸۴ وی را برای تصدی وزارت فرهنگ و ارشاد اسلامی به مجلس معرفی کرد. در مهر ۱۳۸۸، پس پایان دوره وزارت، وی دوباره به سپاه بازگشت و به عنوان مشاور فرمانده کل سپاه مشغول به کار شد.

## دوران وزارت
وی در کنفرانسی خبری در اردیبهشت ۱۳۸۷ در تهران از نویسندگان خواست که برای جلوگیری از «اعمال نظارت سخت» بر ادبیات و دیگر هنرها در جامعه اسلامی، خود «مطالب مشکل‌دار را حذف کنند».
در ۴ مرداد ۱۳۸۸ خبر برکناری صفار از وزارت ارشاد و انتخاب محمدعلی خواجه‌پیری به سرپرستی این وزارتخانه در رسانه‌ها منتشر شد ولی چند ساعت بعد باتوجه به اینکه در صورت برکناری صفار دولت از رسمیت می‌افتاد، خبر برکناری تکذیب شد. برخی از تحلیل گران این اقدام احمدی‌نژاد را پاسخی به اقدام رهبر در برکناری مشایی دانستند. صفار پیشتر در اعتراض به خودداری احمدی‌نژاد از اجرای دستور رهبر جلسه هیئت دولت را به حالت اعتراض ترک کرده بود. صفار در پاسخ به این عزل و ابقای عجیب که به قول او باعث وهن دولت شده‌بود، در نامه‌ای به رئیس‌جمهور اعلام کرد شایعه ابقای خود را جدی نمی‌گیرد و با توجه به ابلاغ اولیه برکناری خود را وزیر نمی‌داند: "". در صورت برکناری صفار تمام وزیران دولت بر اساس اصل ۱۳۶ قانون اساسی نیاز به اخذ رأی اعتماد مجدد از مجلس داشتند.

## فعالیت‌ها و سوابق مدیریتی و اجرایی
- معاون مدیرمسئول و سردبیر روزنامهٔ کیهان در گذشته.
- وزیر فرهنگ و ارشاد اسلامی - از ۲۳ مرداد ۱۳۸۴ تا ۴ مرداد ۱۳۸۸

## حضور در دانشگاه صنعتی خواجه نصیر الدین طوسی
محمدحسین صفار هرندی در روز ۱۳ آبان سال ۱۳۸۸ به دعوت بسیج دانشجویی دانشکدهٔ برق دانشگاه خواجه نصیر در آمفی تئاتر
این دانشکده حاضر شد. در این مراسم شعارهای جمعیت مخالف وی، او را به پاسخ به چندی از شعارهای معترضین واداشت. او در پاسخ به بخشی از این شعارها انتقاداتی را به چندهمسری یکی از وزیران فرهنگ قبلی متوجه کرد و در مقابل شعار «زندانی سیاسی آزاد باید گردد» گفت: به یک معنایی ما زندانی سیاسی نداریم بلکه زندانی امنیتی داریم و این دو مسئله کاملاً با هم متفاوت است.
وی همچنین در پاسخ به شعار مخالفان دولت که شعار «مراجع واقعی منتظری و صانعی» سر می‌دادند، گفت: تکلیف منتظری نیز که معلوم است چرا که وی کسی بود که امام او را خلع و برکنار کرد.

## دیدگاه‌ها
صفار هرندی از منتقدان دولت هاشمی رفسنجانی است و گفته‌است در دولت هاشمی به اسم سازندگی، عدالت قربانی شد و در پایان دوره وی فاصله طبقاتی بیشتر شد.
صفار از طرفداران تفکیک جنسیتی در محیط‌های اداری است. او همچنین به افزایش جمعیت از راه بالابردن فرزندآوری در میان خانواده‌ها معتقد است و گفته‌است که بنا بر پیش‌بینی‌ها در صورتی که روند کنونی کاهش جمعیت ادامه یابد در ۲۰۰ سال آینده دیگر از نسل ایرانی در روی زمین خبری نخواهد بود. او خواهان مدیریت مرکزی به همراه نظارت در عرصه‌های فرهنگی و طرفدار نظارت دقیق بر روند انتشار کتاب‌ها و جلوگیری از انتشار کتاب‌هایی است که به گفتهٔ او انتشارشان به مصلحت نیست.

## خویشاوندان
در ۹ آبان ۱۴۰۰ سجاد صفار هرندی فرزند او، مدیر جدید پژوهشکده فرهنگ و هنر اسلامی حوزه هنری معرفی شد. 